# Peter Smidt
Peter Smidt (* 13. April 1894 Manslagt, Ostfriesland; † 22. März 1957 Oldenburg, Niedersachsen) war ein deutscher Dichter, Schriftsteller und Turner. Er gilt als der „Turnvater“ der Nordseeinsel Juist.

## Leben
Smidt heiratete Eleonore „Nora“ Leege, die einzige Tochter des Natur- und Heimatforschers Otto Leege (1862–1951). Am 1. Juli 1930 übernahm Smidt, der als Obertelegrapheninspektor tätig war und die blaue Uniform der Reichspost trug, die seit dem 9. Mai 1885 bestehende Post- und Telegrafenstelle der Insel Juist. Dies war eine Position, die zwischen 1882 und 1907 auch sein Schwiegervater ausgeübt hatte. Erst kurz zuvor, am 18. Juni 1930, war Juist an das Fernsprechnetz des Festlands angeschlossen worden. 1931 wurde Smidts Tochter Leonore geboren.
Im selben Jahr besuchten am 20. September Turner des Turnvereins Jahn von der Nordseeinsel Borkum den Juister Turnverein, der das Juister Turnfest veranstaltete. Smidt war der Organisator. Im Hotel Claassens der Insel wurde eine gemeinsame Turnvorführung gezeigt. Am folgenden Tag traten die Borkumer Turner den Heimweg an. Der von ihnen benutzte Motorkutter „Annamarie“ verfehlte jedoch die Fahrrinne und lief am Haaks-Gat, auf der Seehundsplate nordwestlich der Vogelinsel Memmert, auf Grund. Fünfzehn Personen, die meisten junge Borkumer Turner, ertranken in schwerer Brandung, die den Kutter zerstörte, nur vier Menschen konnten gerettet werden. Dieses Ereignis, an das auf den Inseln noch heute gedacht wird, verarbeitete Smidt in seiner Erzählung Das Kreuz von Memmert.
Smidt führte zwischen 1944 und 1956 ein großformatiges Tagebuch, das ausführlich persönliche und zeitgeschichtliche Ereignisse beschreibt und viele Zeitungsausschnitte enthält. Diese gesammelten Aufzeichnungen hat seine Tochter Leonore de Boer dem Otto-Leege-Institut zu Forschungs- und Studienzwecken zur Verfügung gestellt.

## Werke (Auszug)
- Peter Smidt: Die Insel Juist. Band 13 der Reihe Deutschlands Nordseebäder. Meißners Verlag. Hamburg 1936.
- Peter Smidt: Rook in de Köök. Schmuggel-Kummedi in 3 Törns. Bühnen-Manuskript. K. Mahnke. Verden/Aller 1938, 1949.[4]
- Peter Smidt: De Strandloper. In: Hermann Lüdken, Heinz von der Wall (Hrsg.): Dat Schrieverkring-Book. Holzberg. Oldenburg 1983, ISBN 3-87358-174-4, S. 139.
- Peter Smidt: Nachsaison. In: Christine Brückner (Hrsg.): Juist – Ein Lesebuch. Ullstein, Berlin 2000, ISBN 978-3-548-24962-9.
- Peter Smidt (Autor), Hans Kolde, Renate Kolde (Bearb.): Das Kreuz von Memmert. Die dramatische Geschichte vom Untergang des Borkumer Motorkutters „Annemarie“ im September 1931. Verlag Alt Juist, Juist 2006, ISBN 978-3-937767-13-0.